# Dygderna och lasterna
Dygderna och lasterna är en novell av den ryske författaren Michail Saltykov-Sjtjedrin, känd för att använda sig av satir och parodi. Originalutgåvan publicerades för första gången 1884, men finns även i M. E. Saltykov-Sjtjedrins 20 volymer, utgiven 1974, som är en samling av hans litterära verk. Den finns i serien Tales och består av sju sidor. Den svenska versionen, översatt av Alex Esser v. Habacher, publicerades i All världens berättare 3 1949. Till novellen finns illustrationer av svenskan Eva Alexandrowa.
Dygderna och lasterna är en satir som handlar om de moraliska principerna för de privilegierade klasserna, där det vardagliga beteendet skickligt samexisterar med hyckleri. Detta, enligt författaren, visar den extrema förvrängningen av alla kategorier av moral i ett antagonistiskt samhälle.

## Bakgrund
Saltykov-Sjtjedrins litteratur har alltid präglats av hans inställning till de maktägande samt de missförhållandena som pågick i Ryssland under hans tid. För att undvika censur och kamouflera samhällskritiken så har han tillgripit sig av satir och allegori. Bildspråket kan vara svårt att tolka för den moderna läsaren. Dygderna och lasterna beräknas ha skrivits mellan 1869 och 1884.

## Handling
Novellen handlar om två olika grupper, dygderna och lasterna, som lever i fiendskap och har gjort sedan urminnes tider. Det är speciellt dygderna som känner att de lever i förtryck och trivs inte alls med sina liv, medan lasterna lever loppan med sin lyxiga vardag. Det är ingen som bryr sig om dygderna, varken polisen eller människorna då de är på lasternas sida.  
En dag bryter ett slagsmål ut mellan dygderna och lasterna, där lasterna som vanligt vinner. Kloke Hans kommer emellan och berättar vad han tycker om deras löjliga fasoner. Han menar att dygderna och lasterna skapades av människornas dumheter och sammansvärjningar, vilket ledde till att vissa nu lever i förtryck medan andra lever fritt och att det är detta som skapat allt elände. Han berättar även att innan detta skede var de alla endast egenskaper - vilket de borde återvända till. Dygderna blir upprörda av Kloke Hans ord om att han vill upphäva all ståndsskillnad. Dock börjar de fundera på en kompromiss mellan dem och lasterna.  
Dygderna växer upp ett väsen, som får namnet Hyckleriet, men kallas även Skenhelighet. Dygderna använder Hyckleriet som underhandlare med lasterna för att få ett modus vivendi som ska gynna båda parterna. Efter många om och men när Hyckleriet är på besök hos lasterna, så går de med på kompromissen. Alla lever därefter i vänskap. Om en dygd vill besöka en last så tar den bara Hyckleriet under armen och blir då varmt välkommen. Likadant tvärt om. Kloke Hans tycker dock fortfarande att det hade varit bättre om de alla bara var egenskaper.

## Karaktärer
De karaktärer som benämns är namn för olika karaktärsdrag/egenskaper. Det finns tre grupper. Det finns dygder och det finns laster, sen resten består av andra karaktärer som inte benämns vid "ord", som exempelvis Kloke Hans och Madame Comme-il-faut.
- En dygd är inom moralfilosofin ett gott karaktärsdrag. Några av dygderna i novellen är Måttligheten, Avhållsamheten, Ödmjukheten och Ordningen. De beskrivs som fattiga som är iklädda slitiga trasor. De beskrivs dock som efterföljansvärda exempel i alla läroböcker.
- En last i denna novell syftar på olika beteenden som människan varnas för att tillåta sig. De ska på så sätt framställas som dåliga egenskaper. Lasterna i novellen representeras av bland annat karaktärerna Förräderiet, Högmodet, Kivet och Inskränktheten. Lasterna beskrivs som sluga och fyllda av list. De är klädda i siden och sammet och lever lyxliv.
- Hyckleriet är en karaktär som dygderna har skapat, men som därefter blev uppfostrad av Madame Comme-il-faut. Hyckleriet beskrivs som ett janushövdat väsen då den kan transformera sig. Den beskrivs som något man inte kan bli riktigt klok på då den är gåtfull.
- Kloke Hans är en neutral person som anser att dygderna och lasterna ska sluta upp att bråka och att man bara ska tala om egenskaper.

## Språk och stil
Berättarperspektivet är ur ett allvetande utomstående tredjepersonsperspektiv. Den beskriver och kommenterar handlingen samt vad karaktärerna tänker och säger, ibland med egna värderande ord.
Novellen är uppbyggd enligt den klassiska varianten, det vill säga med en inledning, en handling och ett avslut. Den är väl strukturerad. Inledningen har en exposition där nödvändig bakgrundsfakta berättas. Handlingen innehåller många korta dialoger och tar oss genom olika situationer. Vändpunkten, peripetin, är inte glasklar. Den sker i slutet av novellen när lasterna går med på Hyckleriets och dygdernas kompromiss som också hädanefter lever som vänner och inte längre varandras fiender. 
Eftersom novellen vill skildra ett budskap så har Saltykov-Sjtjedrin inte lagt in en tydlig tyngdpunkt. Det är mer som att han vill skapa mystik där man ska tänka efter vad han egentligen menar/vill få sagt med texten, speciellt avslutet.
När man går in på djupet i novellen så finns där många ord och uttryck som är fyllda med viss ironi. Det är inte klart om läsaren är tänkt att kunna tolka allt som står då den innehåller allusioner, som alla inte är medvetna om. Vissa uttryck som står i novellen är till exempel:
- Madame Comme-il-faut - Tillägnad en fransyska vid namn Komilfo, använt med ironi då det kan översättas till integritet.
- Restaurang Samarkand - Tatarer från "kand". En av de bästa restaurangerna i Sankt Petersburg skingras då personalen bestod till största del av tatarer.[1][4]

## Placering i tid
Det framgår inte tydligt när denna novell utspelas, men under den tid den skrevs så är det mycket möjligt att den utspelar sig i nutid, under 1800-talet. Detta även eftersom det är en satir om Ryssland och det handlar om ståndsskillnaderna som rådde under denna tid.